# Крос Лејнс (Западна Вирџинија)
Крос Лејнс (енгл. Cross Lanes) насељено је место без административног статуса у америчкој савезној држави Западна Вирџинија.

## Демографија
По попису из 2010. године број становника је 9.995, што је 358 (-3,5%) становника мање него 2000. године.
| Група             | 2000.         | 2010.         |
| Белци             | 9.653 (93,2%) | 9.110 (91,1%) |
| Афроамериканци    | 398 (3,8%)    | 467 (4,7%)    |
| Азијати           | 128 (1,2%)    | 122 (1,2%)    |
| Хиспаноамериканци | 59 (0,6%)     | 113 (1,1%)    |
| Укупно            | 10.353        | 9.995         |